# Liste der Einträge im National Register of Historic Places im Worth County (Missouri)

Lage des Worth Countys in Missouri

Die Liste der Einträge im National Register of Historic Places im Worth County in Missouri führt die Bauwerke und historischen Stätten im Worth County auf, die in das National Register of Historic Places aufgenommen wurden.
| [ 3 ] | Name                    | Bild                    | Eintragsdatum        | Lage                                       | Ort        | Beschreibung |
| ----- | ----------------------- | ----------------------- | -------------------- | ------------------------------------------ | ---------- | ------------ |
| 1     | Worth County Courthouse | Worth County Courthouse | 1983 ID-Nr. 83001056 | Public Square 40° 29′ 10″ N, 94° 24′ 32″ W | Grant City |              |